# Callancyla
Callancyla är ett släkte av skalbaggar. Callancyla ingår i familjen långhorningar.
Kladogram enligt Catalogue of Life:
| Callancyla | \| \| Callancyla atrocoerulea \| \| \| \| \| \| Callancyla bimaculata \| \| \| \| \| \| Callancyla capixaba \| \| \| \| \| \| Callancyla cribellum \| \| \| \| \| \| Callancyla croceicollis \| \| \| \| \| \| Callancyla curvicollis \| \| \| \| \| \| Callancyla malleri \| \| \| \| \| \| Callancyla tucumana \| \| \| \| |
|            | \| \| Callancyla atrocoerulea \| \| \| \| \| \| Callancyla bimaculata \| \| \| \| \| \| Callancyla capixaba \| \| \| \| \| \| Callancyla cribellum \| \| \| \| \| \| Callancyla croceicollis \| \| \| \| \| \| Callancyla curvicollis \| \| \| \| \| \| Callancyla malleri \| \| \| \| \| \| Callancyla tucumana \| \| \| \| |
|            | Callancyla atrocoerulea |
|            | |
|            | Callancyla bimaculata |
|            | |
|            | Callancyla capixaba |
|            | |
|            | Callancyla cribellum |
|            | |
|            | Callancyla croceicollis |
|            | |
|            | Callancyla curvicollis |
|            | |
|            | Callancyla malleri |
|            | |
|            | Callancyla tucumana |
|            | |